# Parafia Matki Boskiej Bolesnej w Tułach
Parafia Matki Boskiej Bolesnej – rzymskokatolicka parafia, znajdująca się we wsi Tuły. Należy do dekanatu Zagwiździe w diecezji opolskiej.

## Historia parafii
Do 1838 roku Tuły należały do parafii w Bogacicy, następnie do 1858 roku do parafii w Lasowicach Wielkich.
W 1856 roku został wybudowany w stylu neogotyckim kościół. Jego konsekracja miała miejsce 8 sierpnia 1857 roku. 5 czerwca 1858 roku, biskup Heinrich Förster, założył nową parafię, a kościół w Tułach stał się kościołem parafialnym. Parafia prowadzi księgi metrykalne: chrztów (od 1778 roku), ślubów (od 1857 roku) oraz zgonów (od 1857 roku).
Od marca 2012 roku proboszczem parafii jest ksiądz Jan Konik.

## Liczebność i zasięg parafii
Do parafii należy 940 wiernych z miejscowości: Tuły, Laskowice i Oś.
Do parafii należą też kościoły: św. Wawrzyńca w Laskowicach (z 1686 roku) i  Ducha Świętego w Laskowicach (wybudowany w 1995 roku).

### Proboszczowie parafii
- ks. Heinrich Naleppa (1858-1863),
- ks. Apollinaris Müller (1863-1896),
- ks. Josef Gawenda (1896-1898),
- ks. Robert Adamek (1898-1903),
- ks. Ludwig Penschior (1903–1904),
- ks. Viktor Krömer (1904-1913),
- ks. Stanislaus Kubinski (1913-1915),
- ks. Paul Kaletta (1916-1928),
- ks. Franz Janik (1928-1931),
- ks. Paul Wistuba (1932-1944),
- ks. Erhardt Skrobek (1944-1966),
- ks. Edmund Kwapis (1966-1974),
- ks. Józef Adamski (1975–1986),
- ks. Rajmund Kała (1986–2010),
- ks. Jan Konik (od 2010)[3].

### Szkoły i przedszkola
- Publiczna Szkoła Podstawowa w Laskowicach,
- Publiczne Przedszkole w Laskowicach[4].